# Capsomero
I capsomeri sono proteine di rivestimento dei virus, formate da subunità strutturali (protomeri), che compongono il capside. Al microscopio elettronico sono riconoscibili come anelli regolarmente distanziati con un foro centrale.

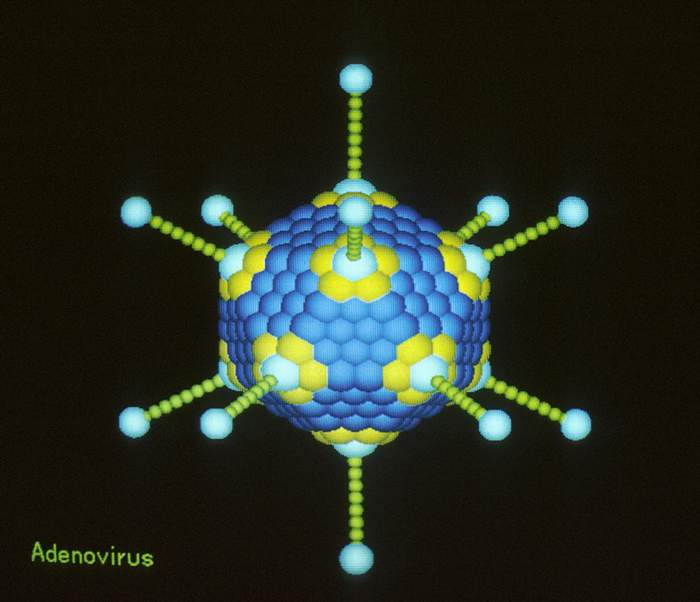
Modello tridimensionale del capside di un adenovirus, in cui sono ben visibili i capsomeri, raggruppati in pentameri ed esameri

Un capsomero è formato da subunità che hanno la capacità di autoassemblarsi spontaneamente: possono combinarsi in modo da dare una struttura icosaedrica al capside, costituito da pentameri (5 subunità) ed esameri (6 subunità), oppure affiancarsi in strutture elicoidali formando una struttura bastoncellare, o formando strutture complesse. 
In un capside icosaedrico i capsomeri pentameri si dispongono ai vertici del poliedro mentre i capsomeri esameri ne rivestono le facce; i legami che tengono uniti i pentameri sono più forti di quelli che tengono uniti gli esameri.